# Ferriere di Valpiana

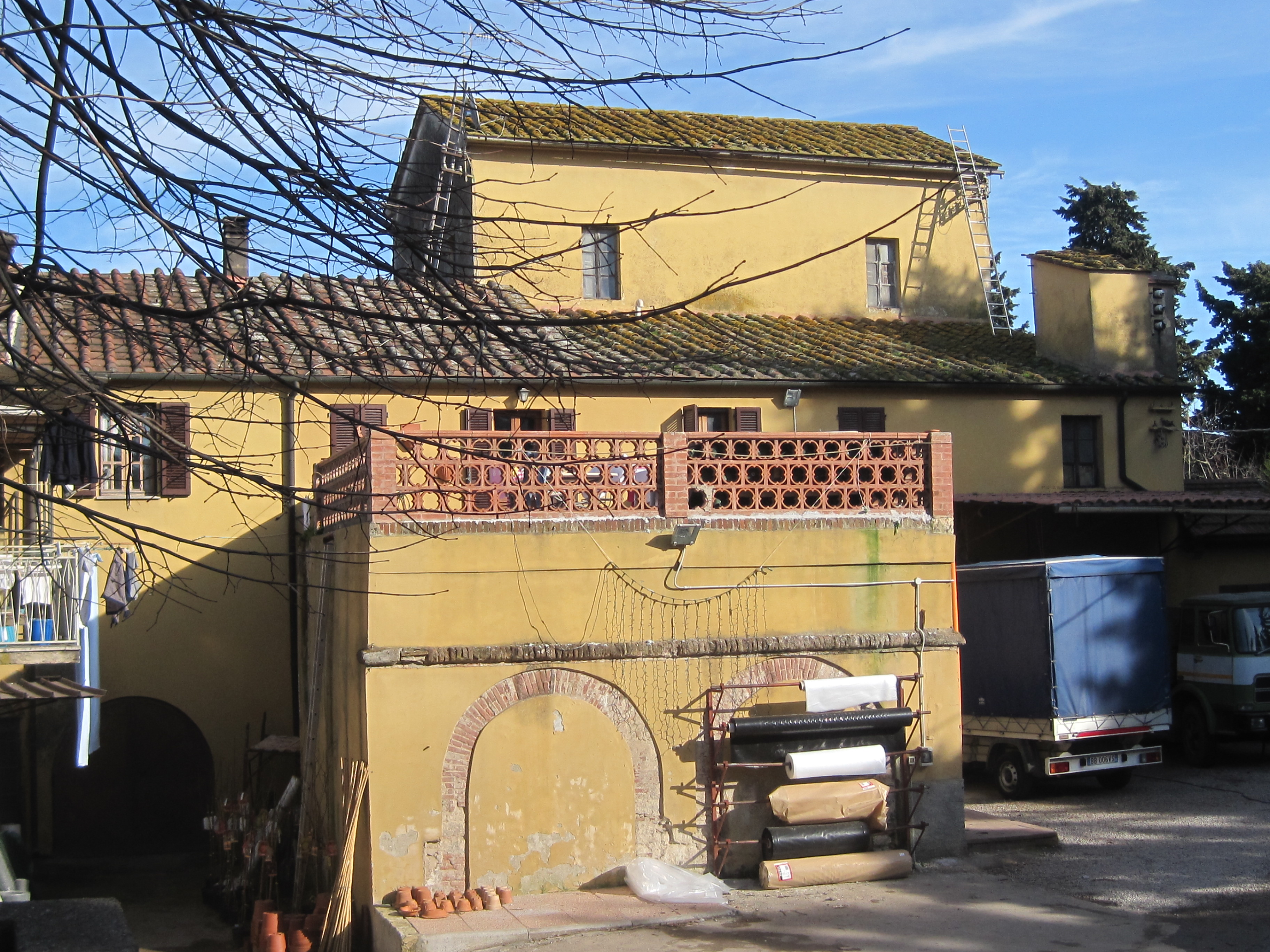
Magazzini, mulino e antico forno fusorio di Valpiana

Le Ferriere di Valpiana sono un insieme di vecchi resti dell'antico polo metallurgico del borgo di Valpiana, nel comune di Massa Marittima (GR).

## Storia
Il primo nucleo delle ferriere fu costruito già nel XIV secolo, quando Tollo degli Albizzeschi iniziò la lavorazione del ferro per volere della Repubblica di Massa. Sotto il Granducato di Toscana, il granduca Cosimo I de' Medici portò avanti una politica volta alla creazione di un monopolio del ferro in Toscana e questo portò un ampliamento dell'impianto, facendo di Valpiana uno dei migliori e maggiormente produttivi poli siderurgici della regione. Nel 1835, con il consolidamento del polo industriale di Follonica, le ferriere di Valpiana persero via via di importanza, fino alla definitiva chiusura e abbandono nel 1885. Oggi sono ancora visibili i loro resti nel centro del paese.

## Le ferriere

### Il forno fusorio
Il primo nucleo del forno fusorio è attestato al XIV secolo e fu costruito dal comune di Massa Marittima sotto la direzione di Tollo degli Albizzeschi, importante signore e proprietario terriero della città e padre del ben più noto Bernardino Albizzeschi. Durante il periodo della repubblica e durante la dominazione senese il forno non fu modificato sostanzialmente, ma sotto il Granducato di Toscana, sotto la spinta industriale perpetrata da Cosimo I, il forno fu ingrandito e fu fatto costruire il Palazzo dei Ministri per ospitarne gli amministratori. Iniziò negli stessi anni un processo di disboschimento delle foreste circostanti in direzione della località Marsiliana e del Lago dell'Accesa per alimentare il grande forno. Il forno fu chiuso insieme al resto delle ferriere nel 1885 e ne sono ancora oggi visibili i resti.

### Ferriera di Cima
Appena superato l'abitato di Valpiana esisteva un'altra piccola ferriera di proprietà della comunità di Massa che la Magona nel 1580 prese in affitto e ristrutturò.
Nel ‘700 fu realizzato un importante ampliamento di questo impianto, come mostrano i resti dell'antica fabbrica ancora oggi visibili nella grandiosità delle strutture, nel susseguirsi di archi possenti che creano spazi vasti e articolati. Un complesso sistema che documenta una fabbrica pre-industriale costruita per la produzione del ferro. Un rudere imponente che assurge a valore di “monumento industriale” a testimonianza dell'antica attività metallurgica delle Colline Metallifere.
A Valpiana nel frattempo nascevano nuovi fabbricati adibiti ad abitazioni, la nuova chioderia, la grande osteria, la palazzina della Dogana. Questi edifici, allineati lungo un rettifilo, contribuirono alla razionalizzazione del villaggio che poté beneficiare di una strada barrocciabile che da Massa giungeva al porto e a Follonica passando attraverso il centro di Valpiana.

### Ferriera di Mezzo
Questa ferriera edificata nel 1697 si trova in prossimità del villaggio industriale di Valpiana. In questa antica fonderia sono state aggiunte delle importanti innovazioni tecniche: le trombe idroeoliche. In tali trombe, l'acqua proveniente dal bottaccio attraverso un salto veniva convogliata in una condotta forzata di 5-10 metri una tubazione di legno che presentava alcune finestrelle da cui entrava l'aria. L'acqua cadendo trascinava con sé l'aria fino ad un recipiente chiuso. L'aria compressa tramite un ugello trovava sfogo all'interno dei forni consentendo di arrivare ai 1200° necessari per la produzione della ghisa.Oggi la ferriera è in parte inglobata da una struttura commerciale. Visibile il muraglione di sostegno alla gora delle ferriere che alimentava “il salto” utile per l'azione della forza motrice dell'acqua.

### Ferriera di Fondo
Con l'ultima fabbrica costruita nel 1707 situata più a valle, il sistema delle fonderie e ferriere a Valpiana aveva raggiunto il massimo dell'organizzazione industriale nel territorio.
La ferriera detta anche del “canneto” per la presenza di un lungo canneto, ha continuato la sua attività fin quasi alla fine del XIX secolo, quando per la concorrenza del centro siderurgico di Follonica, in cui si applicarono nuovi metodi per la produzione del ferro, per le ferriere di Valpiana inizia il declino.